# José Cobo Cano
José Cobo Cano (Sabiote, 1965. szeptember 20. –) spanyol római katolikus pap, a Madridi főegyházmegye érseke, a Keleti Rítus spanyol ordináriusa, bíboros.
Cobo 1994-ben lett pap, 2017-ben pedig segédpüspökké nevezték ki; felszentelése után a Spanyol Püspöki Konferencián belül különböző szociális kérdésekkel kapcsolatos osztályokat felügyelt. Az Opus Dei egyik iskolájában egy tanár által elkövetett szexuális visszaélésekkel kapcsolatos botrányt követően Cobo részt vett egy országos találkozón, amelynek célja a katolikus egyházon belüli ilyen esetek kezelése volt.
2023-as érseki kinevezése vitákat váltott ki korlátozott tapasztalata – az előző öt madridi érsek mind saját egyházmegyéjében volt püspök – és progresszív nézetei miatt. Egy interjú során Cobo vitát váltott ki, amikor kijelentette, hogy nem fog közreműködni azonos neműek házasságánál, és ezt a cselekedetet ahhoz hasonlította, mintha az Eucharisztiát Coca-Colával ünnepelné.

## A kezdetek
José Cobo 1965. szeptember 20-án született az andalúziai Sabiote településen, ahol megkeresztelték a San Pedro-plébániatemplomban. Hétéves korában szüleivel, Agustínnal és Paulival Madridba ment.
1988-ban a Madridi Complutense Egyetemen szerzett polgári jogi licenciátust. Ugyanebben az évben belépett a madridi Conciliárius Szemináriumba és a San Damaso Egyházi Egyetemre, ahol befejezte egyházi tanulmányait. A Comillasi Pápai Egyetemen erkölcstant tanult (1995-1996).

## Korai papság
Cobót 1994. április 23-án szentelte a Madridi főegyházmegye papjává Ángel Suquía Goicoeche bíboros, madridi érsek.
Szolgálatát a Hermandades del Trabajo de Madrid, egy katolikus evangelizációs és szociális munkaszervezet helyetteseként kezdte (1994-1996). Ezt követően a San Leopold plébánián volt káplán (1995-2000) és főpap (2000). 2000-től 2015-ig a St. Alfonso María de Ligorio plébánosa volt. Ezt követően a Papi Tanács – egy olyan papokból álló csoport, amely tanácsokat ad az egyházmegye ordináriusainak – tagja lett (2000-2012; 2015-2017). 2001-ben kinevezték a Nuestra Señora del Pilar de Campamento főpapjává és 2015-ig szolgált. 2002 és 2005 között állandó tagja volt a II. madridi egyházmegyei zsinatnak, amely a jogalkotási kérdések megvitatására összpontosított. Később a Vicaría Episcopal II Nordeste püspöki helynökévé nevezték ki (2015-2017). Az Escuela de Agentes de Pastoral de Madrid (1996-2000) és a Centro de Estudios Sociales de Cáritas Diocesana de Madrid (2000-2012) előadója volt.

## Segédpüspök
2017. december 29-én Ferenc pápa két másik pappal együtt Cobót is kinevezte a Madridi főegyházmegye segédpüspökévé, valamint Baeza címzetes püspökévé. Püspökké szentelte 2018. február 17-én Carlos Osoro Sierra bíboros, madridi érsek.
A többi püspökhöz hasonlóan Cobónak is jelmondatot és címert kellett választania. Az általa választott jelmondat: „In misericordia Tua, confidere et servire” (Irgalmasságodban bízz és szolgálj) azt a meggyőződését hivatott tükrözni, hogy az Istenre bízás és a szolgálat életének alapelvei. Azt állítja továbbá, hogy ezek a tulajdonságok határozzák meg erősségeit, és aláhúzzák az egyházhoz és a közösséghez való hozzájárulását.
Egyházi címerével Cobo személyes és papi életének négy jelentős aspektusát kívánta szimbolizálni. Ezek közé tartozik a kereszt az öt szent sebbel, amely hitének ábrázolása; egy harang, amely az Isten népének különböző helyzeteken való átvezetésében betöltött szerepét tükrözi; egy mosdótál, amely a mások iránti szolgálatkészségét türközi; és egy törött fal egy csillaggal a háttérben, utalva Almudena Szűz Mária felfedezésére és városának védőszentjére, a Csillag Szűzre.
Segédpüspökként töltött ideje alatt a Spanyol Püspöki Konferencia – egy olyan intézmény, amely a püspökök lelkipásztori feladatainak megszervezését segíti – Börtönpasztorációs Osztályának (2018-2021) felelőse volt. Ugyanebben az intézményben 2019 óta tagja a Migrációs Osztálynak, 2020 óta pedig a Szociális Lelkipásztori és Emberi Elősegítés Püspöki Bizottságának.
2018 novemberében egy bilbaói Opus Dei iskola egyik tanáráról kiderült, hogy 2008 és 2010 között szexuálisan zaklatott egy gyermeket. Az eset leleplezését követően Cobo beszélt az áldozat papjával, aki ezt követően jelentette az esetet az iskolának. Az iskola megbízott a beszámolójában, és jelezte, hogy tervezi a tanár külföldre helyezését; Cobo határozottan ellenezte és bírálta ezt a döntést, mondván, hogy az iskolai tisztviselők nem mutattak együttérzést az áldozattal vagy a szüleivel szemben. Cobo a bilbaói püspök kezelését is „szégyenletesnek” nevezte. A tanárt végül 11 év börtönbüntetésre ítélték. Ez a nagy visszhangot kiváltó ügy egy országos találkozóhoz vezetett, amely a katolikus egyházon belüli szexuális visszaélésekkel kapcsolatos esetekkel foglalkozott, és amelyen Cobo is részt vett.

## Érsek
2023. június 12-én Ferenc pápa kinevezte őt a Madridi főegyházmegye érsekévé, Carlos Osoro Sierra helyére. 2023. július 8-án vette át hivatalát a Santa María de Vitoria székesegyházban. 2023. június 29-én a Ferenc pápa által a Szent Péter-bazilikában tartott szertartáson megkapta a palliumot, a metropoliták egyházi ruháját. Püspökké 56 éves korában nevezték ki, így maximálisan 19 éves hivatali ideje hosszabb lenne a szokásosnál, az egyházmegyét vezető érsekeknek és püspököknek ugyanis 75 éves korukban be kell nyújtaniuk lemondásukat.
Előléptetését a madridi klérus nem fogadta kedvezően tapasztalatlansága miatt; megszakította azt a hagyományt, hogy az utolsó öt érseknek más érseki székeken kellett átmenniük, mielőtt a fővárosba kerültek. Cobo nem tartozott a pápai követ által küldött ternához és a pápa személyesen választotta ki. Cobo segédpüspökként különböző szociális kérdésekkel kapcsolatos osztályokat felügyelt. Ez a profil illeszkedik a Ferenc pápa pontifikátusát fémjelző progresszív állásponthoz, és úgy vélik, hogy ez jelentős szerepet játszott kinevezésében. Korábban 2023-ban a pápa más vitatott kinevezéseket is tett, Francisco José Prieto Fernández és Jorge Ignacio García Cuerva; mindketten segédpüspökök, akik a Santiago de Compostela-i főegyházmegye és a Buenos Aires-i főegyházmegye érsekei lettek.
Érsekként 2023 júliusában a Spanyol Püspöki Konferencia Végrehajtó Bizottságának és Állandó Bizottságának tagja lett. Ugyanebben a hónapban Ferenc pápa bejelentette, hogy 20 másik társával együtt bíborossá kívánja kreálni a szeptember 30-i konzisztóriumon.
A 2023-as lisszaboni Ifjúsági Világtalálkozón adott interjújában Cobo bírálta az egyházat, mint amelyet „ideológiai érdekek” manipulálnak és eszközként használnak a szavazatok megszerzésére és a politikai pozíciók megerősítésére. Egy interjú során José Cobo vitát váltott ki, amikor kijelentette, hogy nem fogja azonos neműek házasságkötését levezényelni, és az azonos neműek szentségi házasságának koncepcióját az Eucharisztia Coca-Colával való ünnepléséhez hasonlította.